# Trójca Święta (obraz Michaela Willmanna)
Trójca Święta – obraz śląskiego malarza barokowego, Michaela Willmanna, namalowany w 1681 roku jako dolna część głównego ołtarza w kościele klasztornym w Lubiążu na Dolnym Śląsku.
W 1943 roku obraz wyjęto z ołtarza i z innymi pracami tego artysty wywieziono do kościoła w Lubomierzu, a na przełomie 1944 i 1945 roku Szklarskiej Poręby, gdzie został przejęty przez czerwonoarmistów, którzy przekazali go w ręce polskie. W 1952 roku obrazy Willmanna przekazano Metropolitalnej Kurii Warszawskiej. Od tamtego czasu miejsce przechowywania obrazu jest nieznane.